# David Branch
David C. Branch, född 26 september 1981 i New York, är en amerikansk MMA-utövare som 2010–2011 och 2017–2019 tävlade i organisationen Ultimate Fighting Championship.